# Сіная
Сіная (рум. Sinaia) — місто у повіті Прахова в Румунії.
Місто розташоване на відстані 110 км на північний захід від Бухареста, 59 км на північний захід від Плоєшті, 34 км на південь від Брашова.
Відомий гірськолижний курорт.
Король Кароль I збудував в Сінаї літню королівську резиденцію — замок Пелеш, звідтоді Сіная стала одним із місць найчастішого перебування королівської родини. Тут також є вілла відомого румунського композитора Джордже Енеску.

## Населення
За даними перепису населення 2002 року у місті проживали 12 512 осіб.
Національний склад населення міста:
| Національність   | Кількість осіб | Відсоток |
| ---------------- | -------------- | -------- |
| румуни           | 12218          | 97,7%    |
| роми             | 134            | 1,1%     |
| угорці           | 113            | 0,9%     |
| німці            | 17             | 0,1%     |
| італійці         | 7              | 0,1%     |
| росіяни-липовани | 4              | < 0,1%   |
| турки            | 3              | < 0,1%   |
| українці         | 1              | < 0,1%   |
| хорвати          | 1              | < 0,1%   |
| греки            | 1              | < 0,1%   |
| чанго            | 1              | < 0,1%   |

Рідною мовою назвали:
| Мова       | Кількість осіб | Відсоток |
| ---------- | -------------- | -------- |
| румунська  | 12378          | 98,9%    |
| угорська   | 96             | 0,8%     |
| ромська    | 13             | 0,1%     |
| німецька   | 10             | 0,1%     |
| італійська | 5              | < 0,1%   |
| російська  | 3              | < 0,1%   |
| турецька   | 2              | < 0,1%   |
| грецька    | 2              | < 0,1%   |
| українська | 1              | < 0,1%   |
| хорватська | 1              | < 0,1%   |

Склад населення міста за віросповіданням:
| Релігія                                       | Кількість осіб | Відсоток |
| --------------------------------------------- | -------------- | -------- |
| православні                                   | 12074          | 96,5%    |
| римо-католики                                 | 217            | 1,7%     |
| греко-католики                                | 39             | 0,3%     |
| лютерани                                      | 37             | 0,3%     |
| бретрени                                      | 32             | 0,3%     |
| адвентисти                                    | 27             | 0,2%     |
| баптисти                                      | 26             | 0,2%     |
| реформати                                     | 13             | 0,1%     |
| унітарії                                      | 10             | 0,1%     |
| мусульмани                                    | 9              | 0,1%     |
| невіруючі (атеїсти)                           | 8              | 0,1%     |
| п'ятдесятники                                 | 4              | < 0,1%   |
| лютерани (Синодально-пресвітеріанська церква) | 3              | < 0,1%   |
| не релігійні                                  | 1              | < 0,1%   |
| не вказали релігію                            | 4              | < 0,1%   |

## Зовнішні посилання
- Дані про місто Сіная на сайті Ghidul Primăriilor [Архівовано 9 березня 2012 у Wayback Machine.]